# Foxterrier
Foxterrier er en lille britisk hunderace af typen terrier, som har eksisteret i England siden 1500-tallet. Den findes i en ruhåret og en glat-/korthåret variant. Racen er en jagthund af gruppen af gravsøgende hunde.

## Oprindelse og alder
Oprindelsen til denne race er sikkert gravhund, beagle og flere gamle terriertyper fra begyndelsen af 1500-tallet. Fra ca. 1810 avledes foxterriere som jagthunde til jagt på ræv (fox), vildsvin og grævling. Den første racestandard er fra 1876, da den første raceklub blev dannet.
Det er en meget livlig, vedholdende og legesyg hund. Velegnet som familiehund, men den kan også være stædig og vil normalt altid forfølge en kat eller en hare. Det er en stor hund i en lille krop.